# Franc Pierchorowicz
Franc Iosifowicz Pierchorowicz (ros. Франц Иосифович Перхорович, ur. 15 maja?/27 maja 1894 w miejscowości Załazy, zm. 11 października 1961 w Moskwie) – radziecki generał porucznik, uczestnik I wojny światowej, wojny domowej w Rosji, wojny polsko-radzieckiej i II wojny światowej, Bohater Związku Radzieckiego.

## Życiorys
Urodził się w miejscowości Załazy w obwodzie witebskim w białoruskiej rodzinie robotniczej. W 1912 skończył szkołę miejską w Lepelu, od marca 1915 służył w rosyjskiej armii, w 1916 skończył moskiewską szkołę chorążych, od jesieni 1916 brał udział w I wojnie światowej na Froncie Północno-Zachodnim. W rosyjskiej armii dosłużył się stopnia porucznika, w maju 1917 po niemieckim ataku gazowym trafił do szpitala, w sierpniu 1918 wstąpił ochotniczo do Armii Czerwonej, w lutym 1920 został zastępcą szefa sztabu 19 Brygady Piechoty 7 Dywizji Piechoty. 
Brał udział w wojnie z Polską, walkach z armią Petlury i wojskami Stanisława Bułak-Bałachowicza, w maju-czerwcu 1920 przebywał w polskiej niewoli. W czerwcu 1921 został dowódcą kompanii, w styczniu 1923 zastępcą szefa i następnie szefem sztabu 49 pułku piechoty w Niżnym Nowogrodzie, od marca 1926 pracował w sztabie Białoruskiego Okręgu Wojskowego jako szef oddziału, potem zastępca szefa wydziału, później studiował w Akademii Wojskowej im. Michaiła Frunzego, od 1926 należał do WKP(b). Od lutego 1936 do listopada 1937 był zastępcą szefa wydziału operacyjnego sztabu Moskiewskiego Okręgu Wojskowego, później kierownikiem wojskowym Moskiewskiego Instytutu Planowego, od grudnia 1939 wykładowcą katedry przygotowania bojowego Państwowego Instytutu Kultury Fizycznej, a po ataku Niemiec na ZSRR w 1941 dowódcą 630 pułku piechoty 107 Dywizji Piechoty 24 Armii Frontu Rezerwowego. 
We wrześniu 1941 wyróżnił się w walkach pod Jelnią, później uczestniczył w bitwie pod Moskwą i pod Tułą, w maju 1942 został dowódcą 100 Dywizji Piechoty w Archangielskim Okręgu Wojskowym; w lipcu dywizja ta weszła w skład 40 Armii Frontu Woroneskiego. W lutym 1943 brał udział w operacji woronesko-kastorneńskiej, od czerwca 1943 dowodził 52 Korpusem Piechoty 40 Armii Frontu Woroneskiego/1 Ukraińskiego, walczył w bitwie pod Kurskiem, uczestniczył w operacji biełgorodzko-charkowskiej, bitwie o Dniepr i operacji żytomiersko-berdyczowskiej. Od maja do 17 listopada 1944 był dowódcą 3 Gwardyjskiego Korpusu Piechoty 28 Armii 1/3 Frontu Białoruskiego, brał udział w operacji białoruskiej, mińskiej, brzesko-lubelskiej i gumbinnen-gołdapskiej; dowodzony przez niego korpus wyzwolił Słuck, Baranowicze i Prużany. Od 17 listopada 1944 do końca wojny dowodził 47 Armią 1 Frontu Białoruskiego, na czele której w styczniu 1945 uczestniczył w operacji wiślańsko-odrzańskiej i warszawsko-poznańskiej. Po sforsowaniu Wisły 15 stycznia 1945 odegrał dużą rolę w wyzwoleniu Warszawy (17 stycznia 1945). 20 grudnia 1942 otrzymał stopień generała majora, a 27 stycznia 1945 generała porucznika. 
Od lipca 1945 do lutego 1946 był I zastępcą szefa Radzieckiej Administracji Wojskowej w Saksonii-Anhalt, następnie dowódcą 28 Armii Białoruskiego Okręgu Wojskowego, w 1947 ukończył Wyższą Akademię Wojskową im. Woroszyłowa i został szefem jednego z zarządów Głównego Sztabu Wojsk Lądowych, w lipcu 1951 zakończył służbę wojskową. 
Został pochowany na Cmentarzu Wwiedieńskim. Jego imieniem nazwano ulicę w Woroneżu.

## Ordery i odznaczenia
- Złota Gwiazda Bohatera Związku Radzieckiego (6 kwietnia 1945)
- Order Lenina (trzykrotnie)
- Order Czerwonego Sztandaru (trzykrotnie)
- Order Kutuzowa I klasy
- Order Suworowa II klasy
- Legia Zasługi (USA)
- Krzyż Kawalerski Orderu Virtuti Militari (Polska Ludowa)
- Order Krzyża Grunwaldu III klasy (Polska Ludowa)
- Medal za Warszawę 1939–1945 (Polska Ludowa)
- Medal za Odrę, Nysę, Bałtyk (Polska Ludowa)

I medale ZSRR.